# Beziehungen zwischen Frankreich und den Vereinigten Staaten
Die Beziehungen zwischen Frankreich und den Vereinigten Staaten (USA) gehen auf das 18. Jahrhundert zurück und Frankreich gilt als der älteste Verbündete der USA. Ein erstes Bündnis beider Länder wurde durch ein Abkommen im Jahr 1778 besiegelt und Frankreich spielte eine wichtige Rolle als Unterstützer der Dreizehn Kolonien gegen das Vereinigte Königreich im Amerikanischen Unabhängigkeitskrieg. Auch in beiden Weltkriegen des 20. Jahrhunderts waren die beiden Staaten Verbündete. Im 21. Jahrhundert sind beide Staaten gemeinsam Mitglieder der Militärallianz NATO sowie der OSZD und der OECD.

## Geschichte

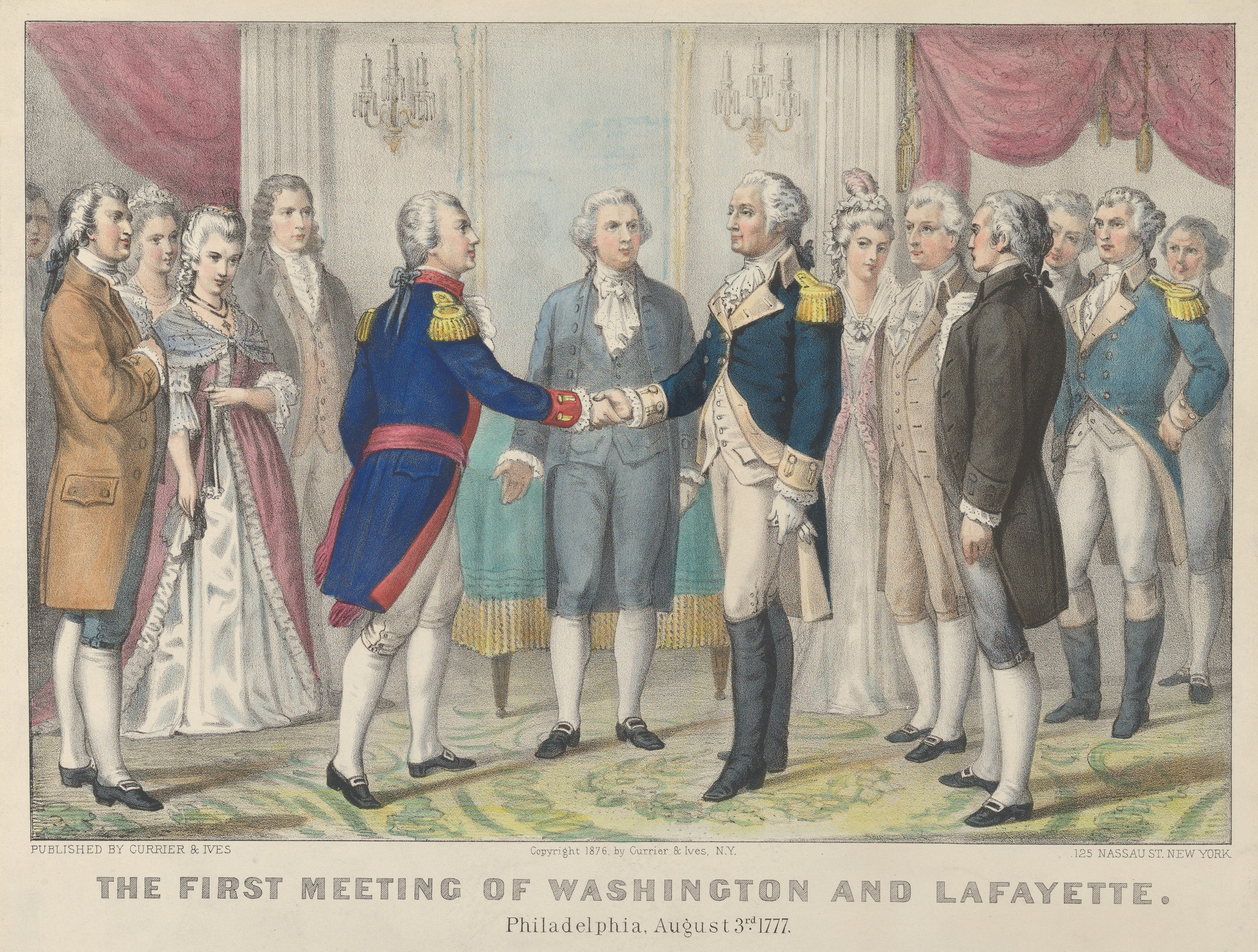
Treffen von George Washington und Marquis de La Fayette (1777)

Die französische Präsenz in Nordamerika geht auf das 16. Jahrhundert zurück, als die Kolonie Neufrankreich etabliert wurde. Die Rivalität zwischen dem protestantischen Großbritannien und der katholischen Großmacht Frankreich löste im 18. Jahrhundert vier Kriege aus, die auch auf Nordamerika übergriffen (Franzosen- und Indianerkriege). Mit dem Siebenjährigen Krieg (1756–1763) konnten die Briten die absolute Vorherrschaft in Nordamerika erreichen. Aus Revanchismus unterstützte das Königreich Frankreich die amerikanischen Rebellen während ihres Unabhängigkeitskrieges (1775–1783) gegen die Briten mit finanzieller und militärischer Hilfe. Unter dem Eindruck des Sieges der USA in der Schlacht von Saratoga im Oktober 1777 schlossen die Franzosen am 6. Februar 1778 Handels- und Bündnisverträge, die sie verpflichteten, gegen die Briten zu kämpfen, bis die Unabhängigkeit der Vereinigten Staaten gesichert war und deren Unabhängigkeit danach anzuerkennen. Französische Hilfe war ausschlaggebend für den Sieg bei der entscheidenden Schlacht bei Yorktown und Frankreich trat als Vermittler bei dem Frieden von Paris (1783) auf, mit dem die Briten die Unabhängigkeit der USA anerkannten.
Die Unterstützung der amerikanischen Unabhängigkeitsbewegung hatte einen negativen Einfluss auf die französische Staatskasse und inspirierte gleichzeitig freiheitliche und liberale Bewegungen in Europa. Knapp sechs Jahre später stürzte die Französische Revolution das Ancien Régime in Frankreich. Obwohl die antimonarchistische Revolution anfangs mit Sympathie in den USA betrachtet wurde, kam es bald darauf zu Spannungen zwischen dem jungen Staat und dem revolutionären Frankreich nach der Neutralitätsproklamation der Vereinigten Staaten im Ersten Koalitionskrieg. Die Spannungen mit Frankreich eskalierten zu einem nicht erklärten Krieg, dem sogenannten Quasi-Krieg, bei denen beide Seestreitkräfte die Schiffe der jeweils anderen Seite in der Karibik angriffen. Der Konflikt endete 1800 mit dem Vertrag von Mortefontaine. Dieser beendete das amerikanische Bündnis mit Frankreich, welches in der Realität nur zwischen 1778 und 1783 Bestand hatte.

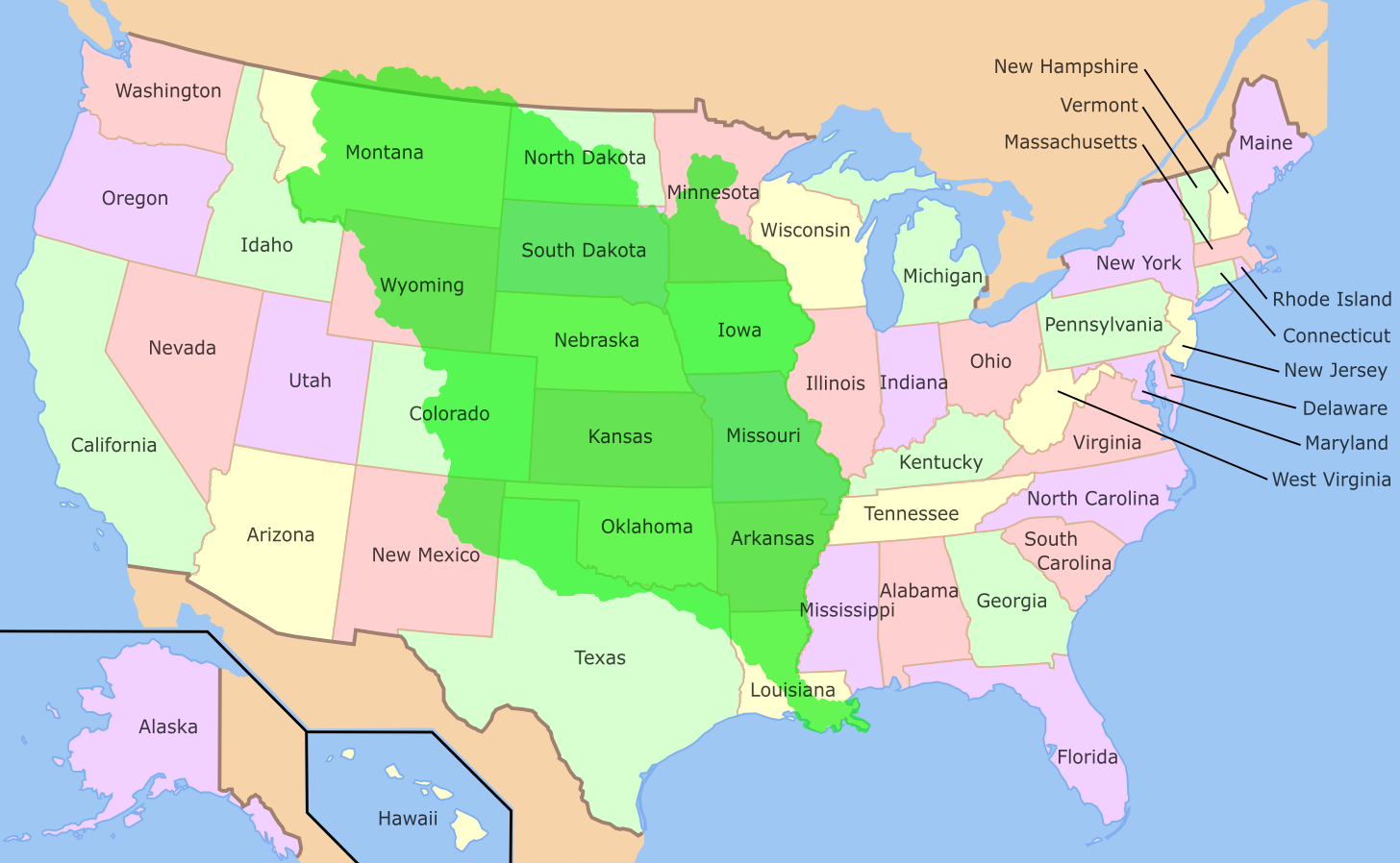
Durch den Louisiana Purchase (1803) erworbene Gebiete

Napoleon Bonaparte verkaufte 1803 das Louisiana-Territorium für 15 Millionen US-Dollar an die Vereinigten Staaten, um seine Kriege in Europa zu finanzieren. Der Louisiana Purchase verdoppelte das Staatsgebiet der USA und ermöglichte die spätere Westexpansion, ohne dass es zu einem Krieg kam. Britische Bankiers finanzierten das Geschäft, indem sie amerikanische Staatsanleihen annahmen und Gold nach Paris verschifften. Im Jahre 1823 führte Präsident James Monroe die Monroe-Doktrin ein, welche sich gegen den Einfluss europäischer Mächte in Nordamerika richtete. Der kulturelle Austausch zwischen beiden Nationen wurde fortgesetzt, bemerkenswerte Ereignisse waren vor allem die intensiven Studienaufenthalte z. B. von Gustave de Beaumont und Alexis de Tocqueville, dem Autor von Über die Demokratie in Amerika (1835). Ein Buch, das in beiden Ländern populär wurde.
Während des Amerikanischen Bürgerkriegs (1861–65) blieb Frankreich, wie alle anderen Nationen auch, neutral. Napoleon III. favorisierte jedoch die Konföderierten Staaten von Amerika in der Hoffnung, die USA zu schwächen, in der Konföderation einen neuen Verbündeten zu gewinnen, den Baumwollhandel zu sichern und Einfluss in Mexiko zu gewinnen. Frankreich war nicht stark genug, um allein zu handeln, und suchte die Unterstützung der Briten, die ebenfalls für die Konföderation waren, aber letztlich nicht bereit waren, einen Krieg mit den USA zu riskieren. Napoleon III. nutzte den Krieg 1863, um den österreichischen Erzherzog Maximilian I. auf dem mexikanischen Thron zu installieren, was der Monroe-Doktrin der USA widersprach. Der diplomatische Druck der Vereinigten Staaten in Verbindung mit dem Aufmarsch von US-Soldaten an der Grenze zu Mexiko veranlasste Napoleon III. 1865, seine Truppen in Mexiko zurückzuziehen. Die demokratische mexikanische Regierung wurde wiederhergestellt und Maximilian hingerichtet. Der Sieg der Unionsstaaten, der Rückzug der Franzosen aus Mexiko und der Verkauf Alaskas durch Russland führten dazu, dass die USA in der westlichen Hemisphäre zur dominanten Macht wurden.

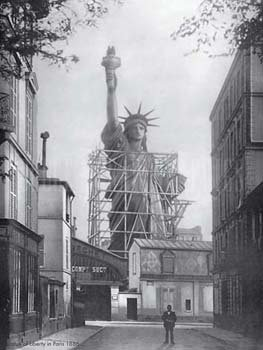
Bau der Freiheitsstatue in Paris

Die Absetzung von Napoleon III. im Jahr 1870 nach dem Deutsch-Französischen Krieg trug zur Verbesserung der französisch-amerikanischen Beziehungen bei. Während der deutschen Belagerung von Paris leistete die kleine amerikanische Bevölkerung unter der Leitung von Elihu B. Washburne den Parisern umfangreiche medizinische, humanitäre und diplomatische Unterstützung, was den Amerikanern viel Anerkennung einbrachte. Während dieser ganzen Zeit blieben die Beziehungen freundschaftlich, was bis heute durch die Freiheitsstatue symbolisiert wird, die 1884 als Geschenk Frankreichs an die USA übergeben wurde. Von 1870 bis 1918 war Frankreich die einzige große Republik in einem Europa der Monarchien, was es an die USA band. Als Deutschland 1906 die Franzosen in Marokko herausforderte (siehe Marokkokrise), ergriff Präsident Theodore Roosevelt Partei für die Franzosen. Dennoch sprachen die Franzosen, als die USA an wirtschaftlicher Macht gewannen und engere Beziehungen zu Großbritannien knüpften, zunehmend von einer angelsächsischen Bedrohung für ihre Kultur.
Bei Ausbruch des Ersten Weltkriegs erklärten sich die USA für neutral, ein Status, den sie fast drei Jahre lang beibehielten, bis sie im April 1917 auf der Seite der Triple Entente in den Konflikt eintraten. Die USA unterstützen die französischen Kriegsanstrengungen mit Krediten, Lebensmitteln und Rohstoffen. 1918 entsandten die Vereinigten Staaten über zwei Millionen Kampftruppen unter dem Kommando von General John J. Pershing, die in ihrem eigenen Sektor an der Westfront operierten. Sie verschafften den Alliierten einen entscheidenden Vorteil und trugen damit zum Zusammenbruch des Deutschen Reichs bei. Nach dem Krieg kam es zu Meinungsverschiedenheiten zwischen den beiden Staaten um die Nachkriegsordnung in Europa. Die Franzosen traten für die Zerstückelung Deutschlands und die Schaffung eines Pufferstaates im Rheinland ein, was die USA unter Woodrow Wilson als destabilisierend für den künftigen Frieden ablehnten.

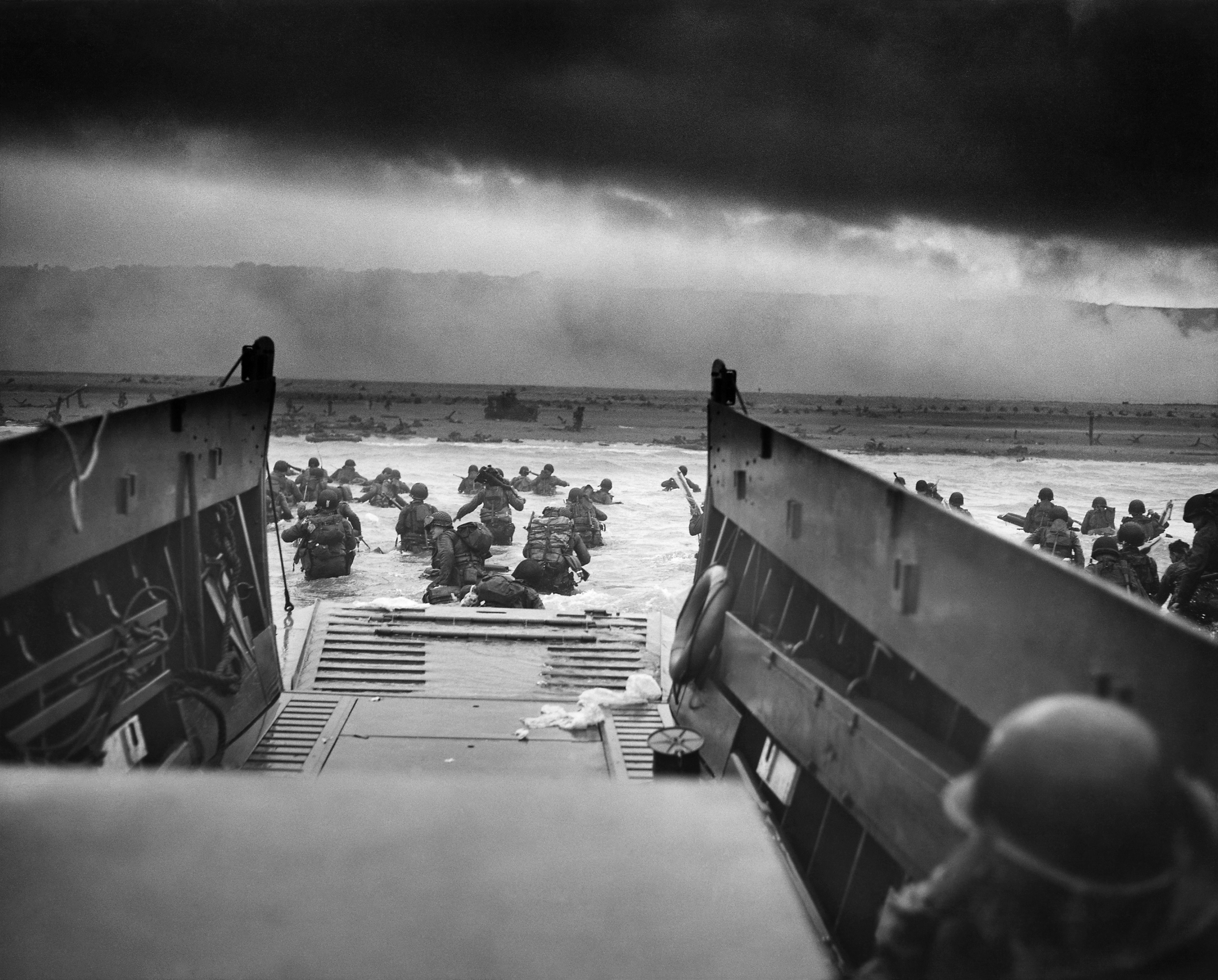
Landung alliierter Truppen in der Normandie am D-Day (1944)

In der Zwischenkriegszeit erlebte der kulturelle Austausch neue Höhen. Ab den 1920er Jahren zog es viele Intellektuelle, Maler, Schriftsteller und Touristen aus den USA nach Frankreich. Es kam allerdings zu diplomatischen Spannungen, weil Washington darauf bestand, dass Paris seine Kriegsanleihen zurückzahlten musste. Man einigte sich auf den Dawes-Plan, bei dem amerikanische Banken Deutschland Kredite gewährten, damit es Reparationszahlungen an Frankreich leisten konnte, das im Gegenzug seine amerikanischen Kriegskredite abdecken würde. Dieses System brach jedoch mit der Weltwirtschaftskrise zusammen. Die Machtübernahme Adolf Hitlers brachte beide Staaten eng zusammen und schon vor dem Beginn des deutschen Westfeldzugs unterstützen die USA Frankreich mit Waffen. Während des Zweiten Weltkriegs arbeiteten die USA mit den Forces françaises libres zusammen und brachen 1942 die Beziehungen zum Vichy-Regime ab. Mit der Landung alliierter Truppen in der Normandie am D-Day 1944 spielten die amerikanischen Streitkräfte eine wichtige Rolle bei der Befreiung Frankreichs.
Nach Ende des Krieges wurden beide Staaten Verbündete innerhalb der NATO und die USA unterstützten den Wiederaufbau Europas mit dem Marshallplan. Im Rahmen des Plans erhielt Frankreich 2,3 Milliarden US-Dollar ohne Rückzahlungsverpflichtung. Die Summe aller amerikanischen Zuschüsse und Kredite an Frankreich von 1946 bis 1953 belief sich auf 4,9 Milliarden US-Dollar. Obwohl die Vereinigten Staaten die französischen Bemühungen um die Wiedererlangung der Kontrolle über die Kolonien in Afrika und Südostasien offen missbilligten, unterstützten sie die französische Regierung bei der Bekämpfung des kommunistischen Aufstandes in Französisch-Indochina. 1956 kam es zur Sueskrise, als Frankreich, Großbritannien und Israel gemeinsam Ägypten angriffen, das kurz zuvor den Sueskanal verstaatlicht hatte. US-Präsident Dwight D. Eisenhower zwang sie zum Rückzug. Das Vereinigte Königreich richtete seine Nahostpolitik in der Folge auf die der Vereinigten Staaten aus, während Frankreich sich von den USA distanzierte. Unter Charles de Gaulle kam es zu Konflikten hinsichtlich der atomaren Bewaffnung Frankreichs, welche Eisenhower als Schwächung der NATO ansah. 1966 verkündete de Gaulle die strategische Autonomie des Landes und den Rückzug der französischen Streitkräfte aus der integrierten militärischen Struktur der NATO. Darauf kam es zum Abzug amerikanischer Truppen aus Frankreich.

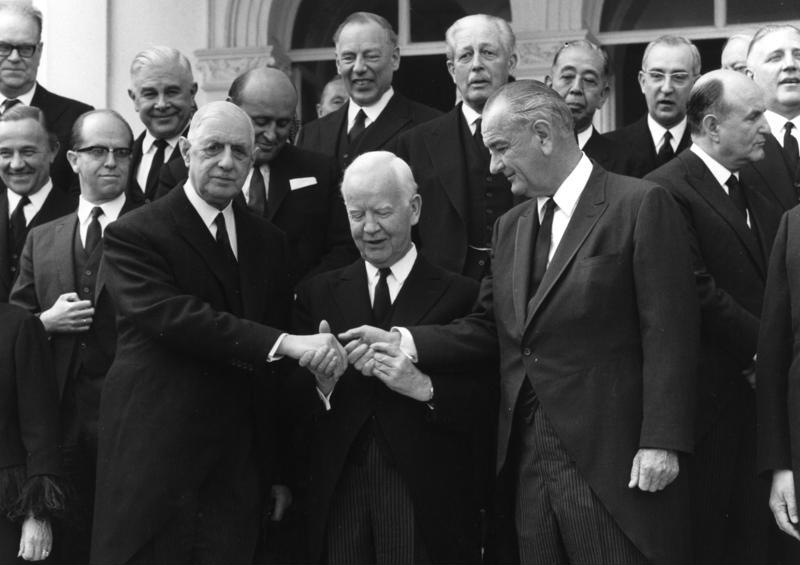
Charles de Gaulle, Heinrich Lübke und Lyndon B. Johnson (1967)

Der Vietnamkrieg der USA wurde in Frankreich aufgrund eigener Kriegserfahrungen in Algerien kritisch gesehen und war für die 68er-Bewegung in Frankreich Anlass für Demonstrationen. Die bilateralen Beziehungen verbesserten sich etwas, nachdem de Gaulle 1969 die Macht verlor. Insgesamt hatten die Vereinigten Staaten allerdings engere Beziehungen zu den anderen großen Staaten Westeuropas, Großbritannien, Deutschland und Italien. In den 1980er Jahren arbeiteten die beiden Nationen in einigen internationalen Angelegenheiten zusammen, waren sich aber in anderen, wie der Operation El Dorado Canyon und der Frage, ob ein wiedervereinigtes Deutschland wünschenswert sei, uneinig. Die Reagan-Regierung versuchte Frankreich und andere europäische Länder daran zu hindern, durch den Bau der Erdgasleitung Urengoi–Pomary–Uschhorod Erdgas aus Sowjetrussland zu beziehen. Die europäischen Regierungen, einschließlich der französischen, ließen sich nicht abschrecken und die Pipeline wurde schließlich gebaut.

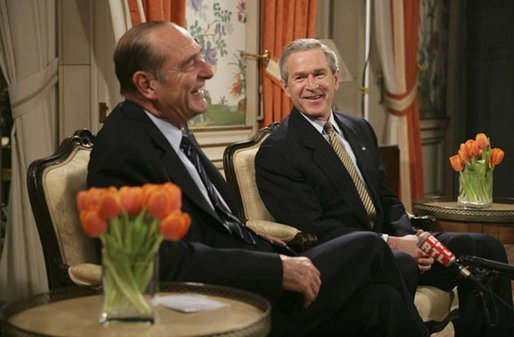
Jacques Chirac und George W. Bush (2005)

Unter Präsident François Mitterrand unterstützte Frankreich 1991 den Zweiten Golfkrieg gegen den Irak als wichtiger Teilnehmer der Operation Daguet. Die Terroranschläge des 11. September 2001 wurden von allen Teilen des politischen Spektrums in Frankreich verurteilt und als Reaktion rief Präsident Jacques Chirac 2002 die Alliance Base in Paris in Leben, ein gemeinsames Geheimdienstzentrum, das mit der Durchführung des Krieges gegen den Terror der Bush-Regierung beauftragt wurde. Frankreich weigerte sich allerdings Teil der Koalition gegen Saddam Hussein im Irakkrieg zu werden, was zu einer Reihe von Boykottaufrufen gegen Französische Produkte in den USA führte. Nach der Wahl von Nicolas Sarkozy zum französischen Präsidenten im Jahr 2007 wurden die politischen Beziehungen zwischen Frankreich und den Vereinigten Staaten wieder freundlicher, da Sarkozy proamerikanische Einstellungen vertrat. 2009 kehrte Frankreich in das integrierte Kommando der NATO zurück. 2013 startete Frankreich eine Militäroperation in Mali, um das Land von einer Allianz aus Terroristen und Azawad-Rebellen zu befreien. Die Vereinigten Staaten leisteten Frankreich logistische Unterstützung für die Operation Serval.

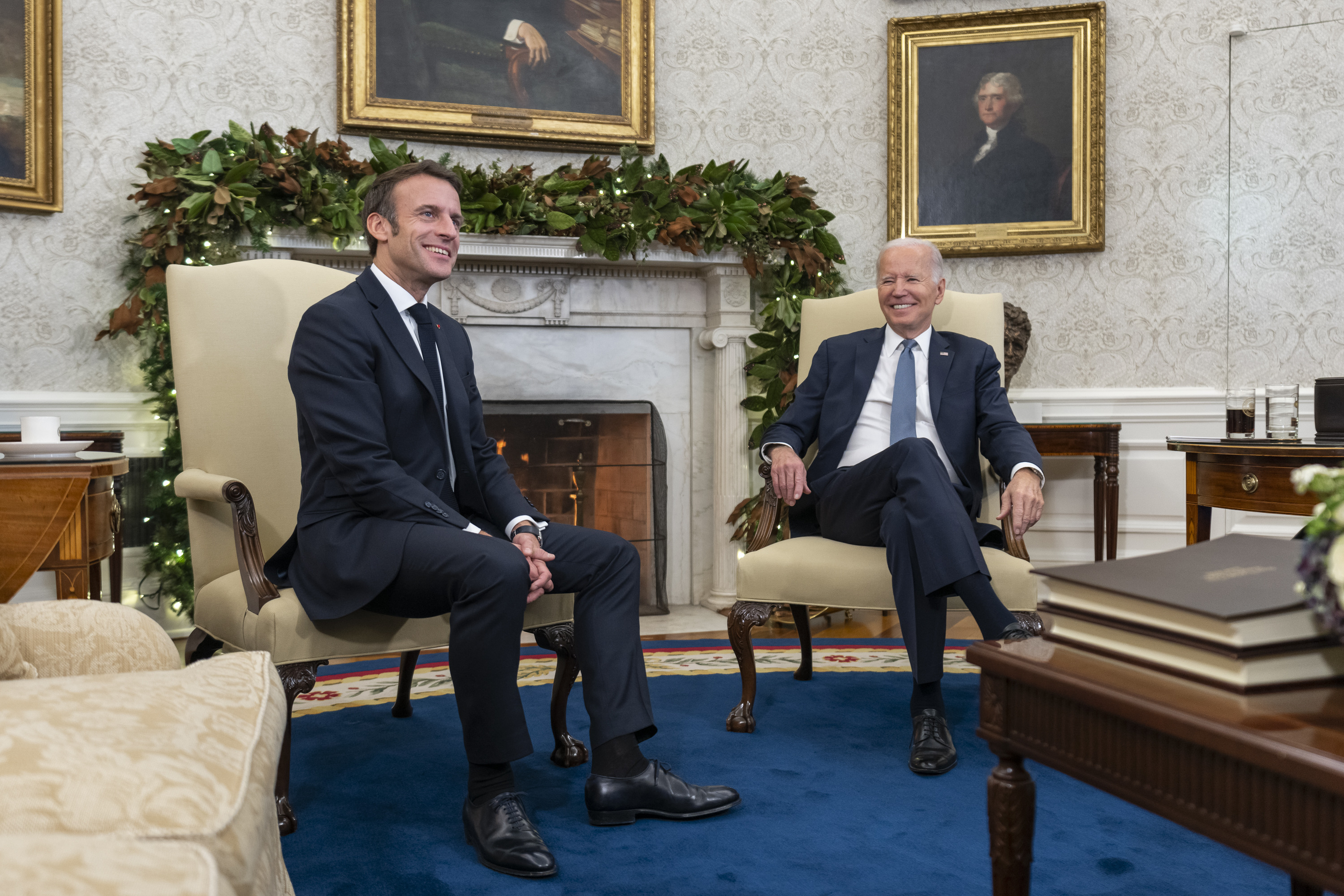
Emmanuel Macron mit Joe Biden im Oval Office (2022)

Am 10. Februar 2014 traf François Hollande zum ersten Staatsbesuch eines französischen Regierungschefs seit fast zwei Jahrzehnten in den USA ein und traf auf US-Präsident Barack Obama. Unter seinem Nachfolger Donald Trump waren die Beziehungen zu Frankreich vor allem von Handelsstreitigkeiten zwischen den USA und der Europäischen Union geprägt. Der 2017 als Staatspräsident Frankreichs ins Amt gekommene Emmanuel Macron kritisierte Trumps Entscheidungen mehrfach öffentlich. 2019 stellte er die Bündnisstreue der USA in Frage und bezeichnete die NATO als „hirntot“. Daneben sprach er sich für eine strategische Autonomie Europas aus. Im September 2021 verschlechterten sich die Beziehungen erneut aufgrund der Auswirkungen des AUKUS-Abkommens zwischen den USA, dem Vereinigten Königreich und Australien. Philippe Étienne, der französische Botschafter, wurde daraufhin als erster französischer Botschafter abberufen. Bald darauf fanden sich beide Länder allerdings durch den Russischen Überfall auf die Ukraine 2022 auf derselben Seite wieder. Beide Länder verhängten Sanktionen gegen Russland und arbeiteten bei der diplomatischen, wirtschaftlichen und politischen Unterstützung der Ukraine zusammen.

## Kulturbeziehungen
Die Kulturbeziehungen beider Länder lassen sich um Jahrhunderte zurückverfolgen und einige Regionen der Vereinigten Staaten wie der Bundesstaat Louisiana weisen starke französische kulturelle Einflüsse auf. Bis ins 21. Jahrhundert hat sich hier eine eigene Cajun und Kreolenkultur erhalten. Im frühen 20. Jahrhundert kam es zu fruchtbarem kulturellen Austausch zwischen beiden Gesellschaften durch die als Lost Generation bekannte Gruppe von in Paris lebenden amerikanischen Schriftstellern. William Faulkner, F. Scott Fitzgerald, Ernest Hemingway und andere wurden durch ihre Erfahrungen mit dem französischen Leben tief beeinflusst. Hemingway verewigte sie in seinem postumen Erinnerungen Paris – Ein Fest fürs Leben. Einige amerikanische Künstler, wie Josephine Baker, hatten in Frankreich großen Erfolg. Paris stand in den 1920er Jahren der amerikanischen Jazzmusik und insbesondere den afroamerikanischen Künstlern sehr aufgeschlossen gegenüber, da es in Frankreich im Gegensatz zu einem großen Teil der Vereinigten Staaten zu dieser Zeit keine Gesetze zur Rassendiskriminierung gab.
Der Antiamerikanismus kam jedoch in den 1920er Jahren auf, als viele französische Traditionalisten über die Macht Hollywoods beunruhigt waren und davor warnten, dass die USA die Moderne repräsentiere, die wiederum die traditionellen französischen Werte, Bräuche und die Volksliteratur bedrohe. Die Beunruhigung über den amerikanischen Einfluss eskalierte ein halbes Jahrhundert später, als die Walt Disney Company 1992 den 4 Milliarden Dollar teuren Themenpark Disneyland Paris eröffneten. Von einigen Franzosen wurde und wird kulturelle Globalisierung und Amerikanisierung als Bedrohung empfunden, da Frankreich über eine starke eigene kulturelle Tradition verfügt. Es gibt in dem Land eine lange Geschichte antiamerikanischer Argumente, welche von Protestantismus bis Materialismus hin zu angeblicher Kulturlosigkeit reichen. Entgegen anderslautender Vorstellungen sind antiamerikanische Vorstellungen in der Bevölkerung allerdings nicht zwangsläufig weiter verbreitet als in anderen Ländern Europas.

## Wirtschaftsbeziehungen
Beide Länder sind enge Wirtschaft- und Handelspartner. Die Vereinigten Staaten sind der größte ausländische Investor in Frankreich und sind für Frankreich die größte Destination für ausländische Direktinvestitionen. Bis 2017 hatten französische Unternehmen in den USA über 300 Milliarden US-Dollar investiert während US-amerikanische Unternehmen im Gegenzug knapp 90 Milliarden in die Wirtschaft Frankreichs investiert hatten. Das gemeinsame Handelsvolumen lag 2020 bei knapp 70 Milliarden US-Dollar, wovon 27,3 Milliarden amerikanische Exporte nach Frankreich waren. Damit machte der Handel mit Frankreich knapp zwei Prozent des gesamten amerikanischen Außenhandelsvolumens aus.

## Literatur

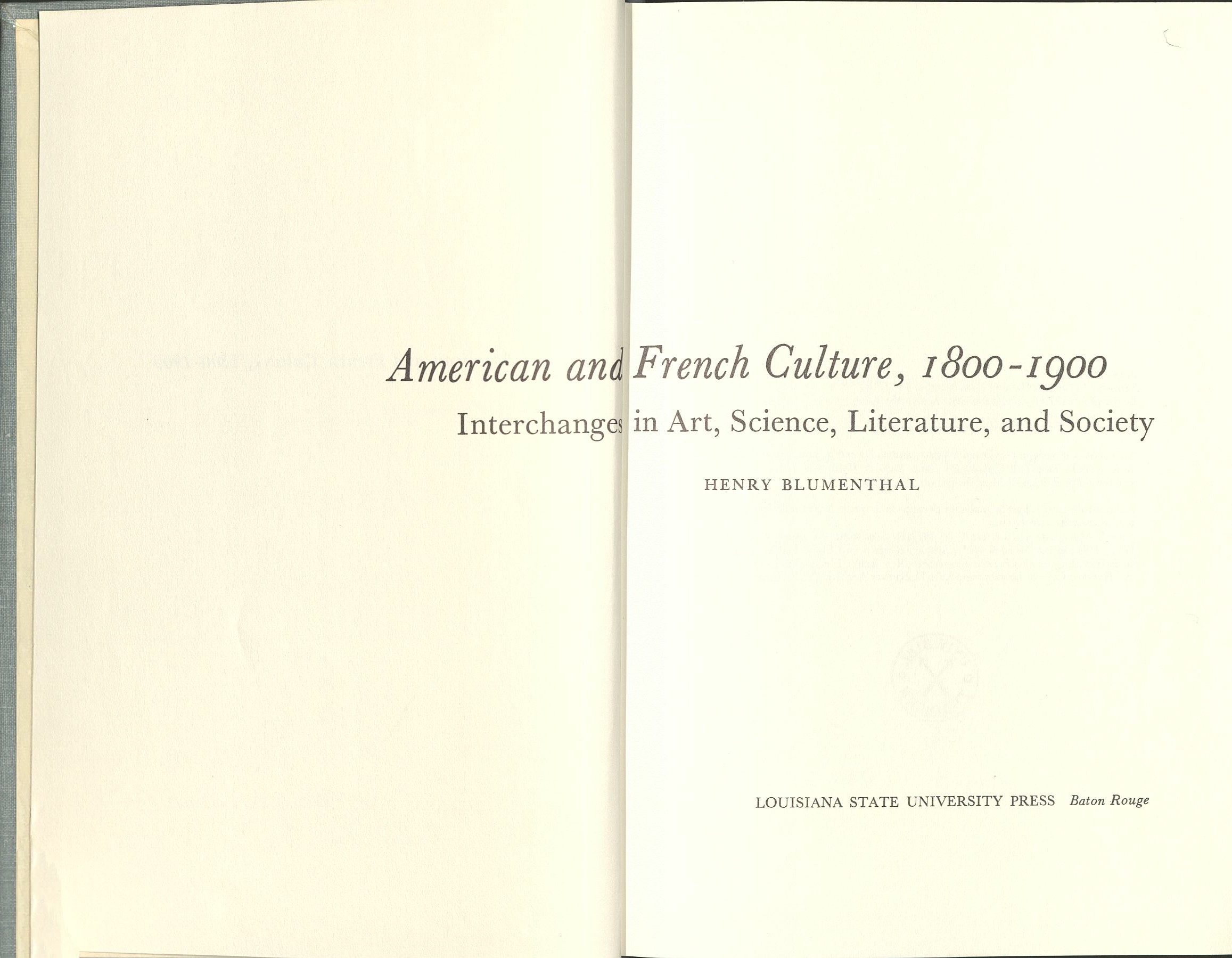
Henry Blumenthal: American and French culture (1975)